# Vòng tròn (album)
Vòng tròn, hay The Circle, là album phòng thu thứ mười một của nữ ca sĩ người Việt Nam Hồng Nhung, do Viết Tân Studio phát hành vào ngày 21 tháng 11 năm 2011. Album do Hồng Nhung viết kịch bản văn học, nhạc Quốc Trung viết kịch bản âm nhạc, cùng với một số bài hát do các nhạc sĩ khác viết theo đơn đặt hàng. Các bài hát trong album thể hiện thông điệp âm nhạc về sự liên hệ, tính kết nối chặt chẽ giữa con người và thế giới bên ngoài, giữa âm nhạc và cuộc sống.

## Âm nhạc
Quốc Trung là người có vai trò chính trong việc đổi mới phong cách của Hồng Nhung. "Vòng tròn", bài hát đầu tiên trong album và cũng là đĩa đơn đầu tiên được Hồng Nhung phát hành là một bài hát mà theo Hồng Nhung là "chuyển tải nội dung về tâm hồn, về đời sống với triết lý sâu sắc". Nhạc sĩ Võ Thiện Thanh cho biết Hồng Nhung là người đã chủ động mời anh sáng tác một bài hát nhạc điện tử cho dự án này, và đây là lý do "Vòng tròn" ra đời.
Video âm nhạc của bài hát được cho là có phần "lột xác" so với hình ảnh của Hồng Nhung từ các album phòng thu trước đó, với nội dung "gợi mở về thông điệp như một triết lý sống với vòng tròn âm dương, sự luân hồi của tạo hóa, cái mạnh, cái yếu, cái thiện, cái ác". Mục đích của video này là giúp người xem nhận ra "hạnh phúc là được sống, và ý nghĩa của cuộc sống nằm ngay trong cuộc hành trình vần vũ giữa thiện-ác, đỏ-đen, sinh-tử... như một vòng tròn bất tận". Video được thực hiện trong hai ngày với hơn 30 giờ làm việc, và là một phần trong chuỗi video tham dự Giải thưởng video âm nhạc Việt năm 2011.
Hai bài hát "Phố" và "Saigon" đều mang năng lượng và sức sống của thành phố, đô thị. Còn "Nghịch nắng" và "Trở về" thì đề cập tới nỗi nhớ Hà Nội của bản thân Hồng Nhung.

## Biểu diễn trực tiếp
Hồng Nhung và Quốc Trung giới thiệu dự án Vòng tròn tại chương trình Bài hát Việt vào ngày 13 tháng 11 năm 2011; tại đây, cô đã biểu diễn trực tiếp bốn bài hát "Papa", "Nghịch nắng", "Saigon" và "Vòng tròn". "Papa" cũng được Hồng Nhung biểu diễn song ca cùng Vũ Cát Tường trong đêm nhạc Phố à phố ơi... Bống à Bống ơi! vào ngày 5 tháng 12 năm 2015 tại Hà Nội.

## Đón nhận
Một số khán giả cho rằng phần hình ảnh của album được Hồng Nhung thể hiện có phần trẻ hơn tuổi, và phong cách thời trang hay kiểu tóc mà cô thể hiện chỉ phù hợp với lứa tuổi thiếu niên. Album đã được đề cử Giải thưởng Âm nhạc Cống hiến năm 2011 cho hạng mục Album của năm. Bài hát "Vòng tròn" cũng được nhận giải Bài hát yêu thích của tháng 8 năm 2012.

## Danh sách bài hát
| Vòng tròn        | Vòng tròn             | Vòng tròn                              | Vòng tròn  |
| STT              | Nhan đề               | Sáng tác                               | Thời lượng |
| ---------------- | --------------------- | -------------------------------------- | ---------- |
| 1.               | "Vòng tròn"           | Võ Thiện Thanh                         | 4:08       |
| 2.               | "Nghịch nắng"         | Lưu Hà An                              | 4:24       |
| 3.               | "Danh vọng"           | Huy Tuấn, Hồng Nhung                   | 4:21       |
| 4.               | "Papa"                | Dương Khắc Linh, Thanh Bùi, Hồng Nhung | 3:53       |
| 5.               | "Anh đừng đi"         | Mai Thang, Hồng Nhung                  | 4:16       |
| 6.               | "Phố"                 | Quốc Trung                             | 5:21       |
| 7.               | "Trở về"              | Lưu Hà An                              | 4:02       |
| 8.               | "Ngao du"             | Huy Tuấn, Hồng Nhung                   | 4:29       |
| 9.               | "Saigon"              | Huy Tuấn, Hồng Nhung                   | 3:39       |
| 10.              | "Giấc mơ ngày bé"     | Dương Khắc Linh, Thanh Bùi, Hồng Nhung | 4:29       |
| 11.              | "Bống bống bang bang" | Nguyễn Đức Cường                       | 3:12       |
| Tổng thời lượng: | Tổng thời lượng:      | Tổng thời lượng:                       | 46:14      |

| Vòng tròn DVD | Vòng tròn DVD       | Vòng tròn DVD |
| STT           | Nhan đề             | Thời lượng    |
| ------------- | ------------------- | ------------- |
| 1.            | "Papa"              |               |
| 2.            | "Vòng tròn"         |               |
| 3.            | "Behind the Scenes" |               |